# Rüschegg
Rüschegg és un municipi del cantó de Berna (Suïssa), situat al districte de Schwarzenburg.